# Les Gonds
Les Gonds és un municipi francès situat al departament del Charente Marítim i a la regió de la Nova Aquitània. L'any 2007 tenia 1.577 habitants.

## Demografia

### Població
El 2007 la població de fet de Les Gonds era de 1.577 persones. Hi havia 662 famílies de les quals 200 eren unipersonals (51 homes vivint sols i 149 dones vivint soles), 247 parelles sense fills, 172 parelles amb fills i 43 famílies monoparentals amb fills.
La població ha evolucionat segons el següent gràfic:
Habitants censats

### Habitatges
El 2007 hi havia 753 habitatges, 667 eren l'habitatge principal de la família, 21 eren segones residències i 64 estaven desocupats. 637 eren cases i 116 eren apartaments. Dels 667 habitatges principals, 433 estaven ocupats pels seus propietaris, 230 estaven llogats i ocupats pels llogaters i 4 estaven cedits a títol gratuït; 7 tenien una cambra, 74 en tenien dues, 121 en tenien tres, 220 en tenien quatre i 245 en tenien cinc o més. 505 habitatges disposaven pel capbaix d'una plaça de pàrquing. A 314 habitatges hi havia un automòbil i a 284 n'hi havia dos o més.

### Piràmide de població
La piràmide de població per edats i sexe el 2009 era:
| Homes | Edats   | Dones |
| ----- | ------- | ----- |
| 0     | 95 o +  | 0     |
| 0     | 90 a 94 | 4     |
| 4     | 85 a 89 | 24    |
| 0     | 80 a 84 | 4     |
| 20    | 75 a 79 | 32    |
| 28    | 70 a 74 | 32    |
| 24    | 65 a 69 | 32    |
| 36    | 60 a 64 | 20    |
| 16    | 55 a 59 | 28    |
| 56    | 50 a 54 | 28    |
| 52    | 45 a 49 | 64    |
| 48    | 40 a 44 | 56    |
| 60    | 35 a 39 | 60    |
| 36    | 30 a 34 | 60    |
| 24    | 25 a 29 | 28    |
| 24    | 20 a 24 | 24    |
| 56    | 15 a 19 | 20    |
| 44    | 10 a 14 | 44    |
| 44    | 5 a 9   | 44    |
| 32    | 0 a 4   | 40    |

## Economia
El 2007 la població en edat de treballar era de 1.019 persones, 753 eren actives i 266 eren inactives. De les 753 persones actives 693 estaven ocupades (358 homes i 335 dones) i 60 estaven aturades (23 homes i 37 dones). De les 266 persones inactives 139 estaven jubilades, 59 estaven estudiant i 68 estaven classificades com a «altres inactius».

### Ingressos
El 2009 a Les Gonds hi havia 676 unitats fiscals que integraven 1.563 persones, la mediana anual d'ingressos fiscals per persona era de 19.485 €.

### Activitats econòmiques
Dels 85 establiments que hi havia el 2007, 1 era d'una empresa alimentària, 1 d'una empresa de fabricació de material elèctric, 4 d'empreses de fabricació d'altres productes industrials, 15 d'empreses de construcció, 17 d'empreses de comerç i reparació d'automòbils, 2 d'empreses d'hostatgeria i restauració, 1 d'una empresa d'informació i comunicació, 3 d'empreses financeres, 7 d'empreses immobiliàries, 5 d'empreses de serveis, 25 d'entitats de l'administració pública i 4 d'empreses classificades com a «altres activitats de serveis».
Dels 16 establiments de servei als particulars que hi havia el 2009, 2 eren tallers de reparació d'automòbils i de material agrícola, 4 guixaires pintors, 3 fusteries, 1 lampisteria, 2 electricistes, 2 empreses de construcció, 1 perruqueria i 1 agència immobiliària.
Dels 6 establiments comercials que hi havia el 2009, 1 era una fleca, 1 una llibreria, 1 una botiga d'electrodomèstics, 2 botigues de mobles i 1 una botiga de material esportiu.
L'any 2000 a Les Gonds hi havia 6 explotacions agrícoles.

## Equipaments sanitaris i escolars
L'únic equipament sanitari que hi havia el 2009 era una farmàcia.
El 2009 hi havia una escola elemental.

## Poblacions més properes
El següent diagrama mostra les poblacions més properes.